# جشوا انگوی-کرایف
جشوا انگوی-کرایف (انگلیسی: Jesjua Angoy-Cruyff؛ زادهٔ ۱۱ مارس ۱۹۹۳) بازیکن فوتبال اهل پادشاهی هلند است.
از باشگاه‌هایی که در آن بازی کرده‌است می‌توان به باشگاه فوتبال ویگان اتلتیک اشاره کرد.